# Kirche Christi der letzten Tage
Die Kirche Christi der letzten Tage (englisch Latter Day Church of Christ), auch Davis County Cooperative Society (kurz DCCS oder The Coop) ist eine abgespaltene Gruppe des mormonischen Fundamentalismus innerhalb der Bewegung der „Heiligen der Letzten Tage“ (auch „Rocky-Mountain-Mormonen“). Sie wird von Mitgliedern meist als The Order und von Medien häufig als Kingston Group oder Kingston Clan bezeichnet und hat ihren Hauptsitz im US-Bundesstaat Utah.
Die Sekte hatte 2019 etwa 7500 Mitglieder. Sie ist für das Praktizieren von polygamen und inzestuösen Ehen sowie für arrangierte Ehen von Minderjährigen bekannt. Sie unterscheidet sich von anderen mormonisch-fundamentalistischen Sekten unter anderem darin, dass ihre Mitglieder normale Kleidung tragen, um keine Aufmerksamkeit zu erregen.

## Geschichte
Die Kirche wurde 1935 während der Great Depression von Charles Elden Kingston zunächst als Kooperative gegründet und erst 1977 unter dessen Bruder John Ortell Kingston als Kirche organisiert. Frühe Mitglieder der DCCS waren zuvor für das Praktizieren von Polygamie von der LDS exkommuniziert worden, darunter auch Charles William Kingston (1884–1975), der Vater von Charles Elden Kingston (1909–1948) und John Ortell Kingston (1919–1987). John Ortell Kingston glaubte an die Überlegenheit seiner Blutlinie und war der erste, der inzestuöse Ehen schloss. So waren unter seinen 13 Ehefrauen auch zwei Nichten und zwei Halbschwestern. Aus diesen 13 Ehen hat er insgesamt 63 Kinder. Mit seiner Lieblingsfrau LaDonna, der einzigen Frau, mit der er legal verheiratet war, hatte er zwei Töchter und sieben Söhne, die bis heute zum innersten Kreis der Führungsriege gehören. Zu ihnen gehört auch Paul Elden Kingston, der 1987 nach dem Tod seines Vaters die Führung der Sekte übernahm.

## Vermögen
Heute ist die Sekte im Besitz einer Vielzahl von Unternehmen, darunter unter anderem Supermärkte, Baumärkte und eine eigene Bank. Ihr Vermögen wurde 2017 auf etwa eine Milliarde USD geschätzt. Da Mitglieder der Sekte deren eigene Bank nutzen und die meisten Mitglieder für Unternehmen, die der Sekte gehören, arbeiten, haben viele Mitglieder nur begrenzt Zugang zu ihrem eigenen Vermögen und sind von der Sekte abhängig. Die Sekte hat auch eine eigene Schule, Vanguard Academy in Utah, die zwar von Steuergeld finanziert und theoretisch für jeden zugänglich ist, praktisch allerdings nur von Mitgliedern der Sekte geführt und besucht wird. In der Sekte, in der Kinder den Großteil der Mitglieder ausmacht, ist Kinderarbeit weit verbreitet.

### Bleeding the Beast
"Bleeding the Beast" beschreibt eine Mentalität, die Ex-Mitglieder der Sekte vorwerfen. Dabei wird versucht, sich möglichst am Staat zu bereichern. Weil Polygamie in Utah nicht erlaubt ist, kann ein Mann dort nur eine Frau legal heiraten. Ex-Mitglieder beschreiben, dass daher viele Mütter fiktive Namen auf die Geburtszertifikate ihrer Kinder schreiben und für ihre Kinder staatliche, von Steuergeld finanzierte Hilfen in Anspruch nehmen.
Jacob und Isaiah Kingston, Söhne von John Daniel Kingston, wurden 2023 wegen Steuerbetrug zu 18 und 14 Jahren Haft verurteilt. Sie hatten sich von 2010 bis 2018 mit ihrem Biodiesel-Unternehmen Washakie Renewable Energies Steuergutschriften von 511 Millionen USD erschlichen, indem sie Dokumente fälschten und die Produktion von Benzin vorgaben.

## Doktrin
Die Sekte wird vom SPLC als Hassgruppe benannt. Laut Aussagen von Ex-Mitgliedern ist die Gruppe stark rassistisch und homophob. Sie glaubt demnach unter anderem an das Kainsmal. "Schwarzes Blut" zu haben sei das schlimmste für Mitglieder der Gruppe, die sich als direkte Nachkommen von Jesus Christus sehen und inzestuöse Ehen damit begründen, ihre "überlegene Kingston-Blutlinie rein zu halten". So glaubt die Gruppe, dass Jesus mit mehreren Frauen verheiratet gewesen wäre und mit ihnen Kinder hätte. Mitglieder der Gruppe glauben ebenfalls daran, dass der Himmel drei Stufen hat, wovon die höchste Stufe, das Celestiale Reich, denjenigen vorenthalten ist, die in polygamen Ehen leben.
Laut Ex-Mitgliedern wird Mädchen von Geburt an beigebracht, dass es ihr Lebenssinn ist, zum Wohle der Sekte möglichst viele Kinder zu bekommen.

## Liste der Anführer
- Charles Elden Kingston (1935–1948), Nummer 1, hatte 5 Ehefrauen und 17 Kinder
- John Ortell Kingston (1948–1987), Nummer 8, hatte 13 Ehefrauen und 63 Kinder
- Paul Elden Kingston (seit 1987), Nummer 9, hat mindestens 27 Ehefrauen und über 300 Kinder

Stammbaum der Anführer:
|  |  |  |  |  |  |  |  |                           |                           |                           |                           | Charles William           |                           |  |  |                         |                         |                         |                         |                         |                         |  |  |  |  |  |  |  |  |  |  |  |  |
|  |  |  |  |  |  |  |  |                           |                           |                           |                           |                           |                           |  |  |                         |                         |                         |                         |                         |                         |  |  |  |  |  |  |  |  |  |  |  |  |
|  |  |  |  |  |  |  |  |                           |                           |                           |                           |                           |                           |  |  |                         |                         |                         |                         |                         |                         |  |  |  |  |  |  |  |  |  |  |  |  |
|  |  |  |  |  |  |  |  | Charles Elden (1935–1948) | Charles Elden (1935–1948) | Charles Elden (1935–1948) | Charles Elden (1935–1948) | Charles Elden (1935–1948) | Charles Elden (1935–1948) |  |  | John Ortell (1948–1987) | John Ortell (1948–1987) | John Ortell (1948–1987) | John Ortell (1948–1987) | John Ortell (1948–1987) | John Ortell (1948–1987) |  |  |  |  |  |  |  |  |  |  |  |  |
|  |  |  |  |  |  |  |  | Charles Elden (1935–1948) | Charles Elden (1935–1948) | Charles Elden (1935–1948) | Charles Elden (1935–1948) | Charles Elden (1935–1948) | Charles Elden (1935–1948) |  |  | John Ortell (1948–1987) | John Ortell (1948–1987) | John Ortell (1948–1987) | John Ortell (1948–1987) | John Ortell (1948–1987) | John Ortell (1948–1987) |  |  |  |  |  |  |  |  |  |  |  |  |
|  |  |  |  |  |  |  |  |                           |                           |                           |                           |                           |                           |  |  | Paul Elden (seit 1987)  |                         |                         |                         |                         |                         |  |  |  |  |  |  |  |  |  |  |  |  |

## Führung
Die Regel des "Law of one above another" legt eine klare Hierarchie fest. Dabei wird von Mitgliedern der Gruppe blinder Gehorsam gefordert. So haben Töchter ihrem Vater und Frauen ihren Ehemännern zu gehorchen. Diese wiederum stehen, sofern sie selber keine sind, unter den "numbered men", welche wiederum Paul Elden Kingston untergeordnet sind. Die "numbered men" sind eine kleine Gruppe Männer, die innerhalb der Gruppe einen hohen Status haben und als eine Art Auszeichnung eine Nummer verliehen bekommen haben. Sie bilden die Führungsriege der Sekte.

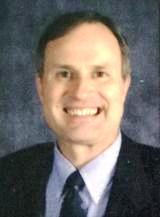
Paul Elden Kingston, seit 1987 Anführer der Sekte

Zu den lebenden "numbered men" gehören unter anderem:

### Paul Elden Kingston (* 1959), Nummer 9
Paul Elden Kingston ist Anwalt und seit 1987 Anführer der Sekte. Er wird von seinen Anhängern auch "Brother Paul" oder "the man on the watchtower" genannt. Er trägt unter allen lebenden "numbered men" die niedrigste Nummer. Insgesamt hat er mindestens 27 Ehefrauen und über 300 Kinder. Drei seiner Ehefrauen sind seine Halbschwestern, zwei sind seine Nichten.

### John Daniel Kingston (* 1955), Nummer 14
John Daniel Kingston ist als Sohn von John Ortell Kingston und dessen Lieblingsfrau LaDonna ein älterer Vollbruder von Paul Elden Kingston. Er hat mindestens 14 Ehefrauen. Vier seiner Ehefrauen sind seine Halbschwestern. Er wurde 1999 zu 7 Monaten Gefängnis verurteilt, weil er seine damals 16-jährige Tochter verprügelte, die sich geweigert hatte, ihren Onkel (seinen Vollbruder) David Ortell Kingston als dessen fünfzehnte Ehefrau zu heiraten.

### David Ortell Kingston (* 1966), Nummer 33
David Ortell Kingston ist ein jüngerer Vollbruder von Paul Elden Kingston. Er hat mindestens 15 Ehefrauen. Er wurde 1999 wegen Vergewaltigung seiner Nichte zu 10 Jahren Haft verurteilt, musste allerdings nur vier davon absitzen.

### Nick Young, Nummer 72
Nick Young ist ein Sohn von Rachel Kingston, einer Vollschwester von Paul Elden Kingston. Er ist CEO von Desert Tech, einem Unternehmen, das Schusswaffen herstellt. Er veröffentlichte 2020 Bilder auf denen er gemeinsam mit Donald Trump Jr. beim Schießen zu sehen war.